# 도티와 영원의 탑
《도티와 영원의 탑》은 2023년에 개봉하는 대한민국의 애니메이션 영화이다.

## 줄거리
게임을 시작하시겠습니까? 슬럼프에 빠진 ‘순한맛’ 게임 크리에이터 ‘도티’에게 자극적인 ‘매운맛’으로 승승장구하고 있는 인기 1위 크리에이터 킬박이 게임 대결을 신청한다. 서로의 은퇴를 건 중대한 대결을 위해 도티의 든든한 지원군이자 친구들인 ‘도티즈’ 옐언니, 밍모, 코아가 함께 한다. 박진감 넘치는 게임 승부 도중, 의문의 AI 캐릭터 파파라쿤에 의해 ‘도티즈’와 킬박, 생방송 게임 시청자들이 ‘영원의 탑’이라는 게임으로 강제 소환되는데! 게임 속 상황이 현실이 되어버리는 절체절명의 위기 속, 도티와 친구들은 ‘영원의 탑’ 게임에 얽힌 비밀을 풀고 모두를 구할 수 있을까? 현실 세계의 영혼이 게임에 봉인됐다! 위기에 빠진 친구들을 구하기 위한 놀라운 게임 어드벤처가 시작된다!

## 출연진 (성우)

### 주연
- 나희선 - 도티 역 (목소리)
- 최예린 - 엘언니 역 (목소리)
- 이민호 - 밍모 역 (목소리)
- 이민형 - 코아 역 (목소리)

### 조연
- 엄상현 - 파파라쿤 역 (목소리)
- 이주원 - 도티 아역 (목소리)